# Мароко на Олимпијским играма
Мароко се први пут појавио на Олимпијским играма 1960. године и од тада Мароко је учествовао на свим наредним Летњим олимпијским играма осим када су проамеричке државе бојкотовале игре одржане у Москви 1980. године. Мароко је са игара одржаних 1976. године повукао своје спортисте, придружујући се већини афричких земаља који су протестовали због учешћа Новог Зеланда на играма чији су спортисти, тачније рагбисти, одиграли утакмицу против тима из Јужноафричке републике, која је у то време водио политику апартхејда. Пре повлачења са игара један марокански спортиста је ипак учествовао на играма а то је био марокански боксер Абдерахим Наим али је он изгубио своју једину борбу у квалификацијама.
На Зимске олимпијске игре Мароко је први пут учествовао 1960. године. Последњи пут на зимске олимпијаде Мароко је послао своје спортисте 1992. године. Представници Марока закључно са Олимпијским играма одржаним 2008. године у Пекингу су освојили укупно 21 олимпијску медаљу, од тога 6 златних и све медаље су освојене на Летњим олимпијадама и то само у две спортске гране: боксу (3) и атлетици (18).
Национални олимпијски комитет Марока (Comité Olympique Marocain) је основан 1959. а признат од стране Међународног олимпијског комитета исте године.

## Медаље

### Освојене медаље на ЛОИ
| Учешће и освојене медаље Марока на ЛОИ |                        |                        |                        |                        |                        |                        |                        |                        |                        |                        |
| ЛОИ                                    | Носилац заставе        | Учешће                 | Муш.                   | Жене                   | спорт.                 | Злато                  | Сребро                 | Бронза                 | Укупно                 | Ранг                   |
| 1960. Рим                              |                        |                        |                        |                        |                        | 0                      | 1                      | 0                      | 1                      |                        |
| 1964. Токио                            |                        |                        |                        |                        |                        | 0                      | 0                      | 0                      | 0                      |                        |
| 1968. Мексико Сити                     |                        |                        |                        |                        |                        | 0                      | 0                      | 0                      | 0                      |                        |
| 1972. Минхен                           |                        |                        |                        |                        |                        | 0                      | 0                      | 0                      | 0                      |                        |
| 1976. Монтреал                         |                        |                        |                        |                        |                        | 0                      | 0                      | 0                      | 0                      |                        |
| 1980. Москва                           | Мароко није учествовао | Мароко није учествовао | Мароко није учествовао | Мароко није учествовао | Мароко није учествовао | Мароко није учествовао | Мароко није учествовао | Мароко није учествовао | Мароко није учествовао | Мароко није учествовао |
| 1984. Лос Анђелес                      |                        |                        |                        |                        |                        | 2                      | 0                      | 0                      | 2                      |                        |
| 1988. Сеул                             |                        |                        |                        |                        |                        | 1                      | 0                      | 2                      | 3                      |                        |
| 1992. Барселона                        |                        |                        |                        |                        |                        | 1                      | 1                      | 1                      | 3                      |                        |
| 1996. Атланта                          |                        |                        |                        |                        |                        | 0                      | 0                      | 2                      | 2                      |                        |
| 2000. Сиднеј                           |                        |                        |                        |                        |                        | 0                      | 1                      | 4                      | 5                      |                        |
| 2004. Атина                            |                        |                        |                        |                        |                        | 2                      | 1                      | 0                      | 3                      |                        |
| 2008. Пекинг                           |                        |                        |                        |                        |                        | 0                      | 1                      | 1                      | 2                      |                        |
| 2012. Лондон                           |                        |                        |                        |                        |                        | 0                      | 0                      | 1                      | 1                      |                        |
| 2016. Рио де Жанеиро                   |                        |                        |                        |                        |                        | 0                      | 0                      | 1                      | 1                      |                        |
| 2020. Токио                            |                        |                        |                        |                        |                        |                        |                        |                        |                        |                        |
| 2024. Париз                            |                        |                        |                        |                        |                        |                        |                        |                        |                        |                        |
| 2028. Лос Анђелес                      | предстојећи догађај    |                        |                        |                        |                        |                        |                        |                        |                        |                        |
| 2032. Бризбејн                         | предстојећи догађај    |                        |                        |                        |                        |                        |                        |                        |                        |                        |
| Укупно                                 |                        |                        |                        |                        |                        | 6                      | 5                      | 12                     | 23                     |                        |

### Освајачи медаља на ЛОИ
| Бр. | Медаља | Име                  | Игре                 | Спорт    | Дисциплина                   | Ж | М |
| --- | ------ | -------------------- | -------------------- | -------- | ---------------------------- | - | - |
| 1.  |        | Навал Ел Моутавакел  | Лос Анђелес 1984.    | Атлетика | 400 м препоне за жене        | ж | − |
| 2.  |        | Саид Ауита           | Лос Анђелес 1984.    | Атлетика | 5.000 м за мушкарце          | − | м |
| 3.  |        | Brahim Boutayeb      | Сеул 1988.           | Атлетика | 10.000 м за мушкарце         | − | м |
| 4.  |        | Khalid Skah          | Барселона 1992.      | Атлетика | 10.000 м за мушкарце         | − | м |
| 5.  |        | Hicham El Guerrouj   | Атина 2004.          | Атлетика | 1.500 м за мушкарце          | − | м |
| 6.  |        | Hicham El Guerrouj   | Атина 2004.          | Атлетика | 5.000 м за мушкарце          | − | м |
| 1.  |        | Rhadi Ben Abdesselam | Рим 1960.            | Атлетика | маратон за мушкарце          | − | м |
| 2.  |        | Рачид Ел Басир       | Барселона 1992.      | Атлетика | 1.500 м за мушкарце          | − | м |
| 3.  |        | Hicham El Guerrouj   | Сиднеј 2000.         | Атлетика | 1.500 м за мушкарце          | − | м |
| 4.  |        | Хасна Бенхаси        | Атина 2004.          | Атлетика | 800 м за жене                | ж | − |
| 5.  |        | Жуад Гариба          | Пекинг 2008.         | Атлетика | маратон за мушкарце          | − | м |
| 1.  |        | Саид Ауита           | Сеул 1988.           | Атлетика | 800 м за мушкарце            | − | м |
| 2.  |        | Abdelhak Achik       | Барселона 1992.      | Бокс     | Бокс за мушкарце             | − | м |
| 3.  |        | Abdelhak Achik       | Сеул 1988.           | Бокс     | Бокс за мушкарце             | − | м |
| 4.  |        | Салах Хисоу          | Атланта 1996.        | Атлетика | 10.000 м за мушкарце         | − | м |
| 5.  |        | Khalid Boulami       | Атланта 1996.        | Атлетика | 5.000 м за мушкарце          | − | м |
| 6.  |        | Ali Ezzine           | Сиднеј 2000.         | Атлетика | 3.000 м препреке за мушкарце | − | м |
| 7.  |        | Nezha Bidouane       | Сиднеј 2000.         | Атлетика | 400 м препоне за жене        | ж | − |
| 8.  |        | Брахим Лахлафи       | Сиднеј 2000.         | Атлетика | 5.000 м за мушкарце          | − | м |
| 9.  |        | Тахар Тамсамани      | Сиднеј 2000.         | Бокс     | Бокс за мушкарце             | − | м |
| 10. |        | Хасна Бенхаси        | Пекинг 2008.         | Атлетика | 800 м за жене                | ж | − |
| 11. |        | Абдалати Игидер      | 2012. Лондон         | Атлетика | 1.500 м за мушкарце          | − | м |
| 12. |        | Мохамед Раби         | 2016. Рио де Жанеиро | Бокс     | Бокс за мушкарце             | − | м |

### Освојене медаље на ЗОИ
| Учешће и освојене медаље Марока на ЗОИ |                        |                        |                        |                        |                        |                        |                        |                        |                        |                        |
| ЛОИ                                    | Носилац заставе        | Учешће                 | Муш.                   | Жене                   | спорт.                 | Злато                  | Сребро                 | Бронза                 | Укупно                 | Ранг                   |
| 1968. Гренобл                          |                        |                        |                        |                        |                        | 0                      | 0                      | 0                      | 0                      |                        |
| 1972. Сапоро                           | Мароко није учествовао | Мароко није учествовао | Мароко није учествовао | Мароко није учествовао | Мароко није учествовао | Мароко није учествовао | Мароко није учествовао | Мароко није учествовао | Мароко није учествовао | Мароко није учествовао |
| 1976. Инзбрук                          | Мароко није учествовао | Мароко није учествовао | Мароко није учествовао | Мароко није учествовао | Мароко није учествовао | Мароко није учествовао | Мароко није учествовао | Мароко није учествовао | Мароко није учествовао | Мароко није учествовао |
| 1980. Лејк Плесид                      | Мароко није учествовао | Мароко није учествовао | Мароко није учествовао | Мароко није учествовао | Мароко није учествовао | Мароко није учествовао | Мароко није учествовао | Мароко није учествовао | Мароко није учествовао | Мароко није учествовао |
| 1984. Сарајево                         |                        |                        |                        |                        |                        | 0                      | 0                      | 0                      | 0                      |                        |
| 1988. Калгари                          |                        |                        |                        |                        |                        | 0                      | 0                      | 0                      | 0                      |                        |
| 1992. Албервил                         |                        |                        |                        |                        |                        | 0                      | 0                      | 0                      | 0                      |                        |
| 1994. Лилехамер                        | Мароко није учествовао | Мароко није учествовао | Мароко није учествовао | Мароко није учествовао | Мароко није учествовао | Мароко није учествовао | Мароко није учествовао | Мароко није учествовао | Мароко није учествовао | Мароко није учествовао |
| 1998. Нагано                           | Мароко није учествовао | Мароко није учествовао | Мароко није учествовао | Мароко није учествовао | Мароко није учествовао | Мароко није учествовао | Мароко није учествовао | Мароко није учествовао | Мароко није учествовао | Мароко није учествовао |
| 2002. Солт Лејк Сити                   | Мароко није учествовао | Мароко није учествовао | Мароко није учествовао | Мароко није учествовао | Мароко није учествовао | Мароко није учествовао | Мароко није учествовао | Мароко није учествовао | Мароко није учествовао | Мароко није учествовао |
| 2006. Торино                           | Мароко није учествовао | Мароко није учествовао | Мароко није учествовао | Мароко није учествовао | Мароко није учествовао | Мароко није учествовао | Мароко није учествовао | Мароко није учествовао | Мароко није учествовао | Мароко није учествовао |
| 2010. Ванкувер                         |                        |                        |                        |                        |                        | 0                      | 0                      | 0                      | 0                      |                        |
| 2014. Сочи                             |                        |                        |                        |                        |                        | 0                      | 0                      | 0                      | 0                      |                        |
| 2018. Пјонгчанг                        |                        |                        |                        |                        |                        |                        |                        |                        |                        |                        |
| 2022. Пекинг                           |                        |                        |                        |                        |                        |                        |                        |                        |                        |                        |
| 2026. Милано и Кортина                 | предстојећи догађај    |                        |                        |                        |                        |                        |                        |                        |                        |                        |
| 2030. Француски Алпи                   | предстојећи догађај    |                        |                        |                        |                        |                        |                        |                        |                        |                        |
| 2034. Солт Лејк Сити                   | предстојећи догађај    |                        |                        |                        |                        |                        |                        |                        |                        |                        |
| Укупно                                 |                        |                        |                        |                        |                        | 0                      | 0                      | 0                      | 0                      |                        |